# Bouche coupante
Acrocheilus alutaceus
Genre
Espèce
Statut de conservation UICN

 LC  : Préoccupation mineure
La Bouche coupante (Acrocheilus alutaceus) est une espèce de poissons de la famille des Cyprinidae vivant en Amérique du Nord. C'est la seule espèce de son genre Acrocheilus (monotypique).

## Répartition et habitat
Cette espèce vit dans les cours d'eau du Canada et des États-Unis.